# 美國陸軍第32步兵師
第32步兵師（英語：32nd Infantry Division）是由來自威斯康辛州和密西根州的陸軍國民警衛隊組成，起源自南北戰爭中的鋼鐵旅，因此也被稱作「鐵顎師」。第一次世界大戰期間，堅強的前進毅力被法國人稱作「可怕的」，
第32步兵師也是第一個突破德軍興登堡防線的部隊。 第二次世界大戰期間總共進行654天的戰鬥，比任何其他美國師都還要多。
1967年，第32步兵師被裁撤並重組為第32步兵旅戰鬥隊。